# Krystian Bala
Krystian Bala (ur. 1 stycznia 1974 w Chojnowie) – polski morderca i pisarz, autor wydanej przez wrocławskie wydawnictwo Croma w 2003 (reedycja wydana 21 kwietnia 2017 przez chojnowskie wydawnictwo TEUT) powieści Amok, w której opisał zabójstwo, zbrodnię podobną do tej, za którą został skazany w 2007 roku.
Krystian Bala ukończył filozofię na Uniwersytecie Wrocławskim. Przez pewien czas podróżował po świecie, w tym po Europie, USA i Azji.

## Proces o zabójstwo
Krystian Bala został oskarżony o zaplanowanie, zlecenie i kierowanie zabójstwem Dariusza Janiszewskiego. Mężczyzna zniknął po wyjściu z biura swojego przedsiębiorstwa 13 listopada 2000. Później jego ciało znaleziono w Odrze. Motywem zbrodni miała być chorobliwa zazdrość Bali o żonę, Stanisławę, której domniemanym kochankiem miał być Janiszewski.

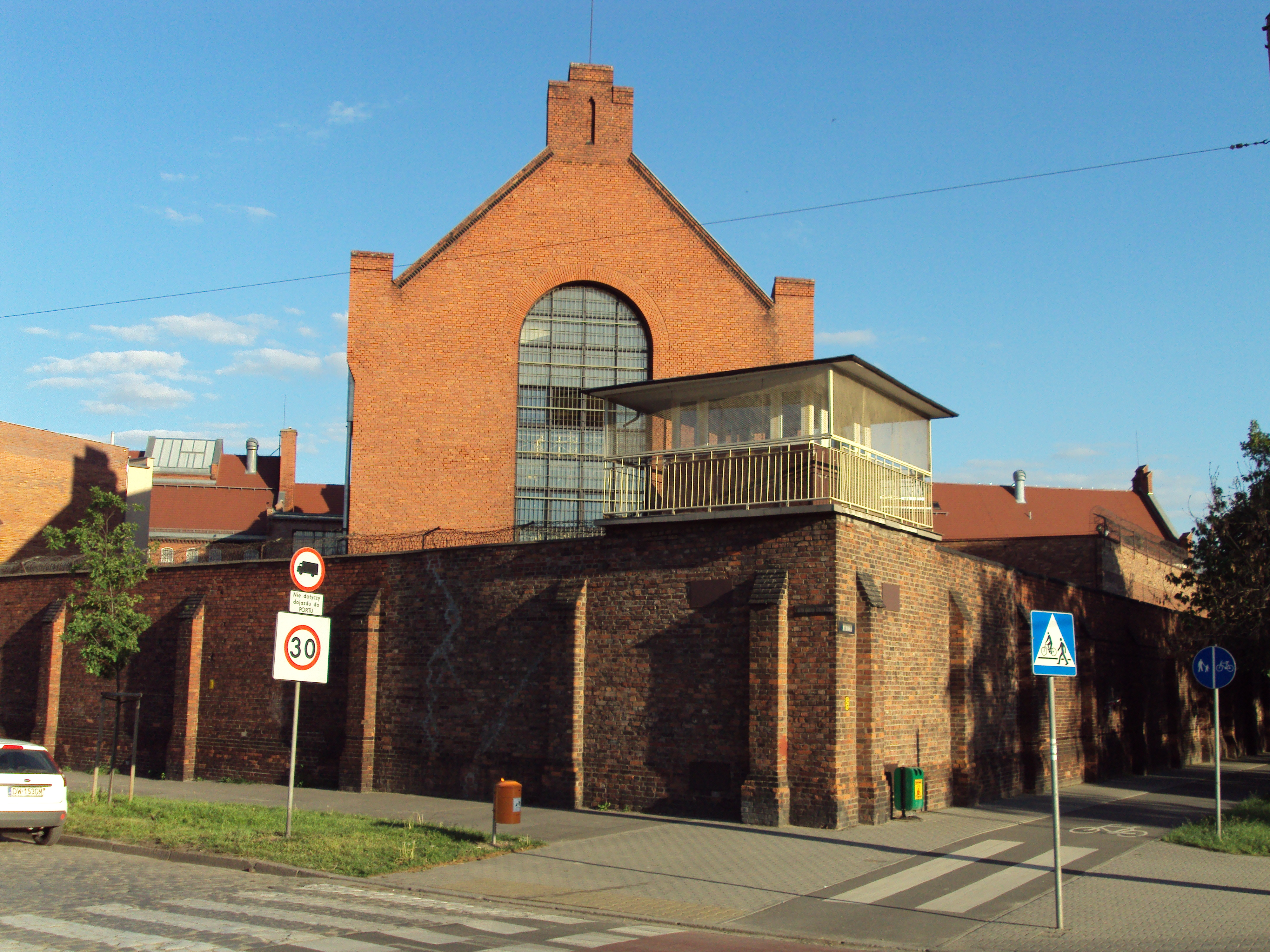
Zakład Karny Wrocław nr 1, w którym odbywa karę Krystian Bala

W trakcie procesu sądowego prokuratura przedstawiła 14 dowodów poszlakowych, mających wskazywać na to, że sprawcą zbrodni był Bala. Ostatecznie sąd uznał, że 10 poszlak tworzyło ciąg logiczny, wskazujący na winę oskarżonego. Wśród tych dowodów znalazły się m.in. zeznania świadków, karta magnetyczna, przez którą kontaktowano się z ofiarą i jego rodziną oraz długopis z logo przedsiębiorstwa ofiary, jaki znaleziono w mieszkaniu Bali. Dowodem pośrednim stały się też logowania na witrynie internetowej programu telewizyjnego TVP Magazyn Kryminalny 997, gdzie opublikowane były kolejne szczegóły dotyczące zabójstwa Janiszewskiego, z różnych miejsc na świecie, w których aktualnie przebywał pisarz.
5 września 2007 roku Krystian Bala został skazany przez Wrocławski Sąd Okręgowy na 25 lat pozbawienia wolności za zabójstwo domniemanego kochanka swojej byłej żony – Dariusza Janiszewskiego, właściciela agencji reklamowej. Tego samego dnia sąd skazał Krystiana Balę również za kradzież telefonu komórkowego ofiary, posługiwanie się sfałszowanym dokumentem tożsamości oraz narażenie Uniwersytetu Wrocławskiego na straty finansowe. 20 grudnia 2007 roku Wrocławski Sąd Apelacyjny skierował do ponownego rozpatrzenia dwa najważniejsze zarzuty: zabójstwa i kradzieży telefonu.
18 grudnia 2008 r. Sąd Okręgowy we Wrocławiu ponownie uznał Krystiana Balę winnego zabójstwa Dariusza Janiszewsiego i kradzieży jego telefonu, w wyniku czego skazał go na karę łączną 25 lat pozbawienia wolności. W dniu 13 maja 2009 roku Sąd Apelacyjny we Wrocławiu utrzymał w mocy wyrok 25 lat pozbawienia wolności.
12 maja 2010 roku Sąd Najwyższy oddalił kasację od tego prawomocnego wyroku, a od tej decyzji nie przysługuje środek odwoławczy..

## InterpretacjeAmoku
Choć książka Amok, w której opisuje m.in. morderstwo dokonane przez bohatera, miała bezpośredni wpływ na przebieg śledztwa i skierowanie podejrzeń na Krystiana Balę, w ostateczności jednak biegli psychologowie z Instytutu Ekspertyz Sądowych ocenili, że „treść książki nie zawiera elementów odnoszących się do zabójstwa Dariusza Janiszewskiego”. Za dowody potwierdzające winę Bali nie uznano również wyniku badań wariograficznych na oskarżonym oraz jego ustnego przyznania się do winy (później odwołanego) podczas jednego z przesłuchań.
Sprawa Bali interesowała również media poza Polską; prócz depesz prasowych, powstał o niej m.in. artykuł Davida Granna dla New Yorkera.

## Inspiracje
W kwietniu 2011 pojawiła się informacja, że Roman Polański planuje zekranizować tekst Granna. W 2013 roku ukazała się powieść „Koma” autorstwa Aleksandra Sowy inspirowana historią Krystiana Bali.  W 2016 r. powstał film fabularny „True Crimes” (Dark Crimes) obsadzony przez gwiazdy Hoollywood (m.in Jim Carrey i Charlotte Gainsbourg) i krajowych aktorów: Roberta Więckiewicza, Zbigniewa Zamachowskiego i Agatę Kuleszę. Film inspirowany jest historią Krystiana Bali i jego książki „Amok”. W latach 2016–2017 powstał film „Amok”, w reżyserii Kasi Adamik, który miał premierę w marcu 2017. Rolę Krystiana Bali zagrał Mateusz Kościukiewicz.